# Spa night
Spa Night o Noche de Spa es una película de drama estadounidense de 2016 dirigida por Andrew Ahn y protagonizada por Joe Seo, En el Festival de Cine de Sundance 2016 Joe Seo ganó el premio especial del jurado por su interpretación innovadora.
La película trata sobre un joven de 18 años norteamericano de origen coreano que comienza a trabajar en un spa de Los Angeles. Estos recintos son, para muchas familias de origen coreano, un punto de encuentro y un puente entre el pasado y el futuro. Para este joven significa también el descubrimiento de un mundo semi clandestino de encuentros homosexuales que tanto le asusta como lo atrae. La atención se centra en el mundo interno de David y sus profundas luchas e incertidumbre, cuando es joven, sobre cómo ser un buen hijo, pero también cómo ser él mismo en lo que es una conservadora familia y comunidad rígida.

## Sinopsis
David es un joven coreano que trabaja en un spa para ayudar a su familia económicamente porque su padre no puede hacer frente al alquiler del restaurante familiar. A pesar de no contar con derecho a atención médica, el chico acepta su nuevo oficio. El único privilegio que se le concede es que puede utilizar el spa cuantas veces quiera pero, una vez allí, descubre un mundo subterráneo de sexo gay que le aterroriza y le excita al mismo tiempo.

## Argumento
David Cho (Joe Seo) es un joven coreano-estadounidense que disfruta de su apacible estilo de vida en el barrio de Koreatown, en la ciudad de Los Ángeles, hasta que el día más inesperado todo cambia. Los padres de Cho ((Youn Ho Cho y Haerry Kim) no consiguen sacar adelante el negocio de su restaurante, y agobiados por las deudas miran al futuro sin esperanza. Entonces, el protagonista comienza a descubrir los bajos fondos de su propio barrio y encuentra un trabajo de muchas horas en un spa, lo que le sirve para costear los estudios que sus padres ya no pueden permitirse. De esta forma, el tímido y reservado Cho tomará contacto con un nuevo mundo que además le abrirá las puertas de su propia sexualidad.

## Reparto
- Joe Seo ... David Cho
- Haerry Kim ... Soyoung Cho
- Youn Ho Cho ... Jin Cho
- Tae Song ... Eddie Baek
- Linda Han ... Sra Baek
- Ho Young Chung ... Gerente de spa
- Yong Kim ... Director de la academia
- Eric Jeong ... Peter
- Christopher Park ... Joven coreano
- José A. Solorio ... Luis
- Il Ahn ... Sr Shim
- Angie Kim ... Esther Kang
- Kahyun Kim ... Gracia
- Janice Pak ... Stella
- Chris Yejin ... Mujer de mostrador coreano
- Parque del sol ... Sra. Kim

## Premios
- 2016: Festival de Cine de Sundance: Sección oficial largometrajes a concurso
- 2016: Premios Independent Spirit: Premio John Cassavetes
- 2016: Premio del Jurado en el Outfest de Los Ángeles